# ریبسبوتل
ریبسبوتل (به آلمانی: Ribbesbüttel) یک شهر در آلمان است که در ایزنبوتل واقع شده‌است. ریبسبوتل ۲٬۱۴۶ نفر جمعیت دارد.